# Бін Кирило Ігорович
Кирило Ігорьович Бін (нар. 4 квітня 1975, Харків, Харківська область, Україна) — український актор театру та кіно, а також режисер.

## Життєпис
Народився 4 квітня 1975 року у Харкові. Навчався у Харківському державному інституті мистецтв ім. Івана Котляревського. 
Закінчив Київський державний інститут театрального мистецтва ім. Карпенко-Карого (1996, курс Леся Танюка).
З 1998 по 2018 роки — актор Київського академічного Молодого театру.

## Фільмографія
- «Жіночий лікар-2»
- «Матч»
- «Повернення Мухтара-3»
- «Коли ми вдома»
- «Люся інтерн»